# Hans Eklund (Fußballspieler)

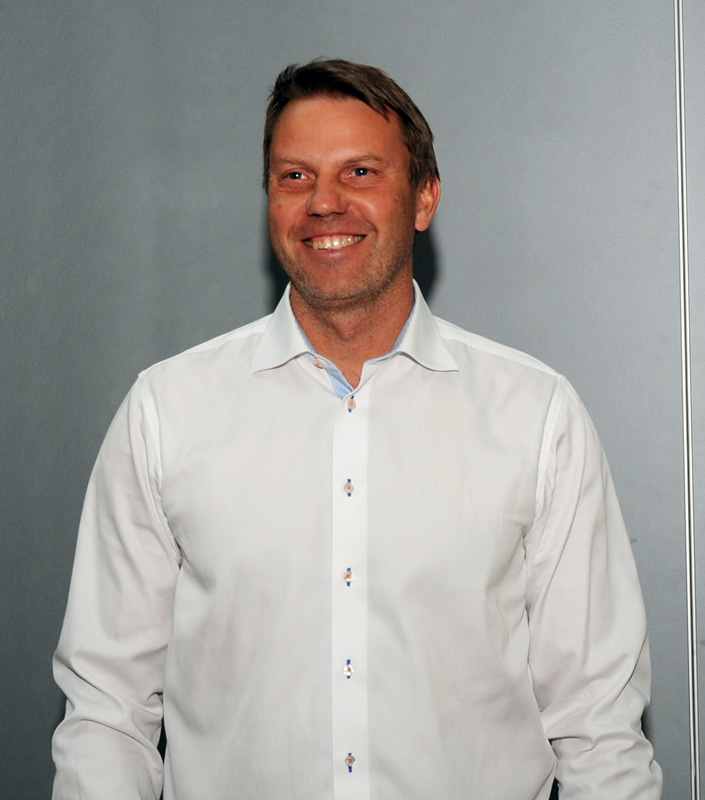
Hans Eklund 2015

Hans Eklund (* 16. April 1969) ist ein ehemaliger schwedischer Fußballspieler, der mittlerweile als Fußballtrainer tätig ist.

## Laufbahn
Eklund begann seine Laufbahn bei Mönsterås GIF. 1987 ging er zu Östers IF. 1992 wurde er mit 16 Saisontoren Torschützenkönig der Allsvenskan. Bis 1997 blieb er dem Verein treu und wechselte anschließend zu Servette Genf. Hier blieb er aber nicht lange und zog weiter zu Dalian Wanda nach China. Nach einem Abstecher zu Viborg FF, der durch seinen Treffer im Finale gegen Aalborg BK 2000 dänischer Pokalsieger wurde, kehrte er nach Schweden zurück und spielte bis 2003 für Helsingborgs IF.
Nach Ende seiner aktiven Laufbahn wurde Eklund zunächst Nachwuchstrainer bei Helsingborgs IF. Später übernahm er den Posten des Trainerassistenten.
Eklund bestritt sieben Länderspiele für Schweden.